# سوريا الأخمينية
سوريا الأخمينية (بالفارسية: سوریه هخامنشی) هي مقاطعة كانت تابعة للإمبراطورية الأخمينية بين قرني الرابع والخامس قبل الميلاد، وكانت تسمى منطقة غرب أعالي الفرات بعابر-ناري وهي تسمية أكادية الأصل وتعني عبر النهر واستخدمها الفرس الأخمينيين لما يشار غالبًا إلى سوريا الحالية في بلاد الشام، والتي هي جزءًا من بما يعرف بالشرق الأدنى، وكان يلقب حاكمها بالمرزبان، كما استمرت الإتفاقية الإدارية لحكم المنطقة الفارسية في سوريا كمرزبانية تحت الحكم المقدوني بعد فتوحات الإسكندر الأكبر.

## تاريخ

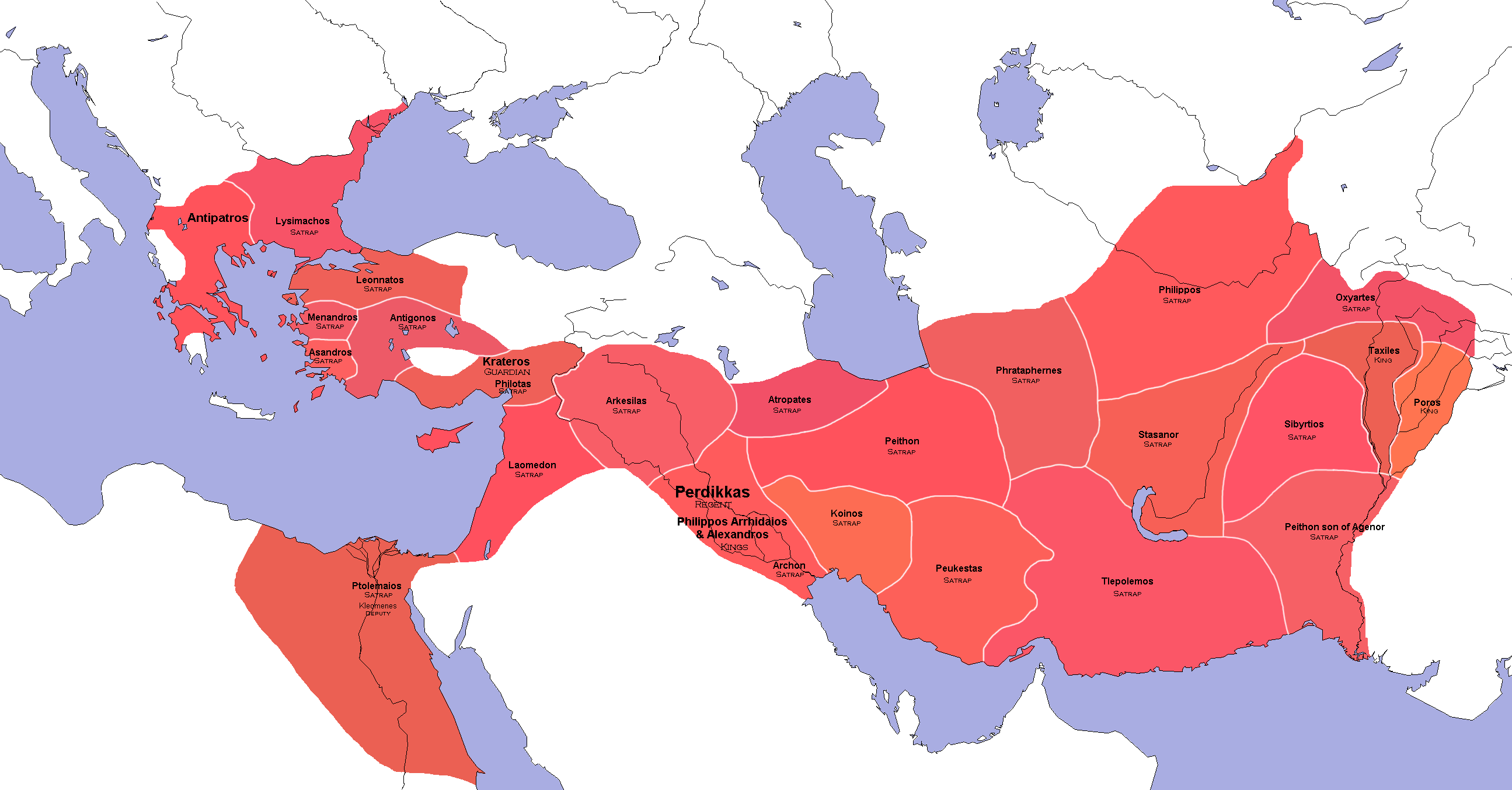
مقاطعات المملكة المقدونية في عهد الإسكندر الأكبر بعد تقسيم بابل 323.

بعد استيلاء الأخمينيين على الميديّين بقيادة كورش الكبير وإنهاء سلالتهم سنة 553 قبل الميلاد، توسّع الأخمينيّون في ضمّ دول الجوار لإعادة توحيد الإمبراطورية الأشورية المنحلة، فانتقلت الأسرة الأخمينية إلى مدينة بابل كعاصمة دينية وسياسية لهم، ثمّ توجهوا بحملات عسكرية باتجاه بلاد الشام ومصر عام 456، وكان من قياداتها القائد الأخميني ميجابيزوس الذي حقق انتصارات كبيرة لصالح الأخمينيين، والذي أصبحَ مرزبانًا على سوريا بعد ضمّه لها.
ومن ثم توسعت الإمبراطورية الأخمينية بعد أرمينيا وگپّادوقيا بالإضافة إلى فريگيا (نيقيا) وليديا (أسبارطة). ثم دانت للامبراطوريّة الأخمينيّة كل بلاد الإغريق بما فيها تراقيا وعموم البلقان، وكذلك السند (الهند) والصُغد ومصر وأثيوپيا وشبه الجزيرة العربية وليبيا.
ومن المرزبانيين الفرس على سوريا الأخمينية الذين ذكرتهم المصادر هم بيليسيس الأول الذي دمر كورش الكبير قصره عام 401 قبل الميلاد وبيليسيس الثاني.